# Goździówka
Goździówka es un pueblo de Polonia, en Mazovia.  Se encuentra en el distrito (Gmina) de Stanisławów, perteneciente al condado (Powiat) de Mińsk. Se encuentra aproximadamente 5 km al oeste de Stanisławów, a 12 km al noroeste de Mińsk Mazowiecki, y a 34 km  al este de Varsovia. 